# Arrigo Delladio
Arrigo Delladio (1º novembre 1928 – Cavalese, 12 settembre 2015) è stato un fondista italiano.

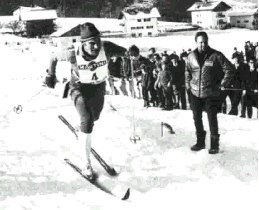

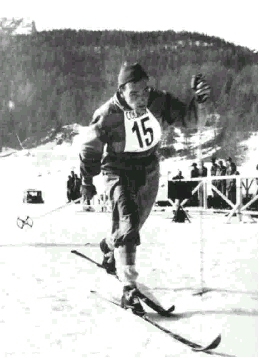

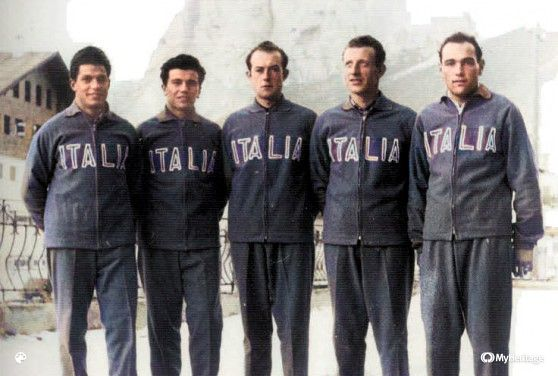
La Nazionale di sci nordico nel 1954: Arrigo Delladio è il primo a destra

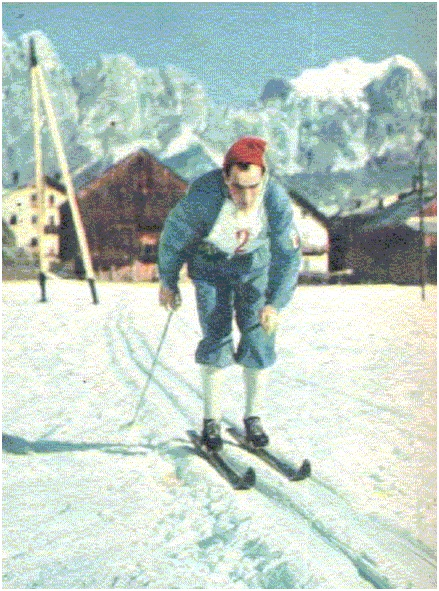
Arrigo Delladio - Olimpiadi di Cortina 1956 - 30 km

Ha partecipato a due edizioni dei giochi olimpici invernali: Oslo 1952 e Cortina d'Ampezzo 1956.

## Palmarès

### Italiani
- Oro nel 1954 nei 30 km.
- Argento nel 1954 nei 15 km.
- Argento nel 1955 nei 30 km.
- Argento nel 1958 nei 15 km.
- Bronzo nel 1953 nei 15 km.
- Bronzo nel 1955 nei 15 km.